# Soiuz 7
Soiuz 7 (în rusă Союз 7, cu sensul de Uniunea 7) a făcut parte dintr-o misiune comună cu Soiuz 6 și Soiuz 8, care a pus trei nave spațiale Soiuz în orbită împreună, în același timp, purtând un total de șapte cosmonauți. 

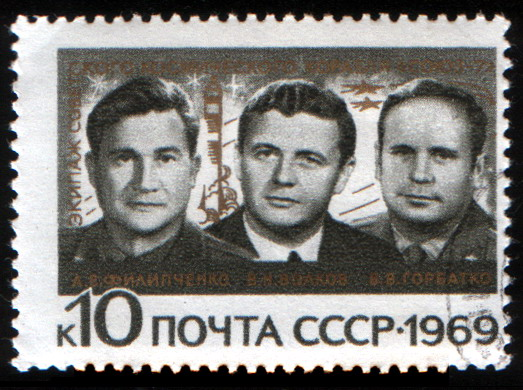
Filipchenko, Volkov și Gorbatko pe o marcă poștală din 1969

Echipajul era alcătuit din comandantul Anatoli Filipchenko, inginerul de zbor Vladislav Volkov și cosmonautul de cercetare Viktor Gorbatko, a cărui misiune era să andocheze cu Soiuz 8 și să transfere echipajul, așa cum au făcut și misiunile Soiuz 4 și Soiuz 5. Soiuz 6 urma să filmeze operațiunea din apropiere. 
Cu toate acestea, acest obiectiv nu a fost atins din cauza defecțiunilor echipamentelor. Sursele sovietice au susținut mai târziu că nu a fost prevăzută nicio cuplare, dar acest lucru pare puțin probabil, având în vedere adaptoarele de andocare transportate de nave spațiale și de faptul că echipajul Soiuz 8 era format din doi veterani ai misiunilor de andocare de succes anterioare. Aceasta a fost ultima dată când hardware-ul de aterizare sovietic cu echipaj uman a fost testat pe orbită, iar eșecul pare să fi fost unul dintre ultimele cuie în sicriul programului. 
Semnul de apel radio al navei spațiale era Buran, ceea ce înseamnă " blizzard", după care ani mai târziu a fost re-folosit ca denumire a Naveta spațială Buran, un program spațial complet diferit. Acest cuvânt se pare că era folosit  în pregătirea militară sovietică și, la fel ca Soiuz 4, nava spațială Soiuz 7 a fost construită ca fiind nava spațială activă în timpul andocării. 

## Echipaj
| Poziție              | Cosmonaut                                 | Cosmonaut                                 |
| -------------------- | ----------------------------------------- | ----------------------------------------- |
| Comandant            | Anatoly Filipchenko Primul zbor în spațiu | Anatoly Filipchenko Primul zbor în spațiu |
| Inginer de zbor      | Vladislav Volkov Primul zbor în spațiu    | Vladislav Volkov Primul zbor în spațiu    |
| Inginer de cercetare | Viktor Gorbatko Primul zbor în spațiu     | Viktor Gorbatko Primul zbor în spațiu     |

### Echipajul de rezervă
| Poziție              | Cosmonaut         | Cosmonaut         |
| -------------------- | ----------------- | ----------------- |
| Comandant            | Vladimir Shatalov | Vladimir Shatalov |
| Inginer de zbor      | Aleksei Yeliseyev | Aleksei Yeliseyev |
| Inginer de cercetare | Piotr Kolodin     | Piotr Kolodin     |

### Rezerva echipajului
| Poziție         | Cosmonaut          | Cosmonaut          |
| --------------- | ------------------ | ------------------ |
| Comandant       | Andriyan Nikolayev | Andriyan Nikolayev |
| Inginer de zbor | Georgi Grechko     | Georgi Grechko     |

## Vezi și
- Lista zborurilor spațiale cu echipaj uman 1961-1969